# Lašče, Borovnica
Lašče este o localitate din comuna Borovnica, Slovenia.